# Court of Lord Lyon

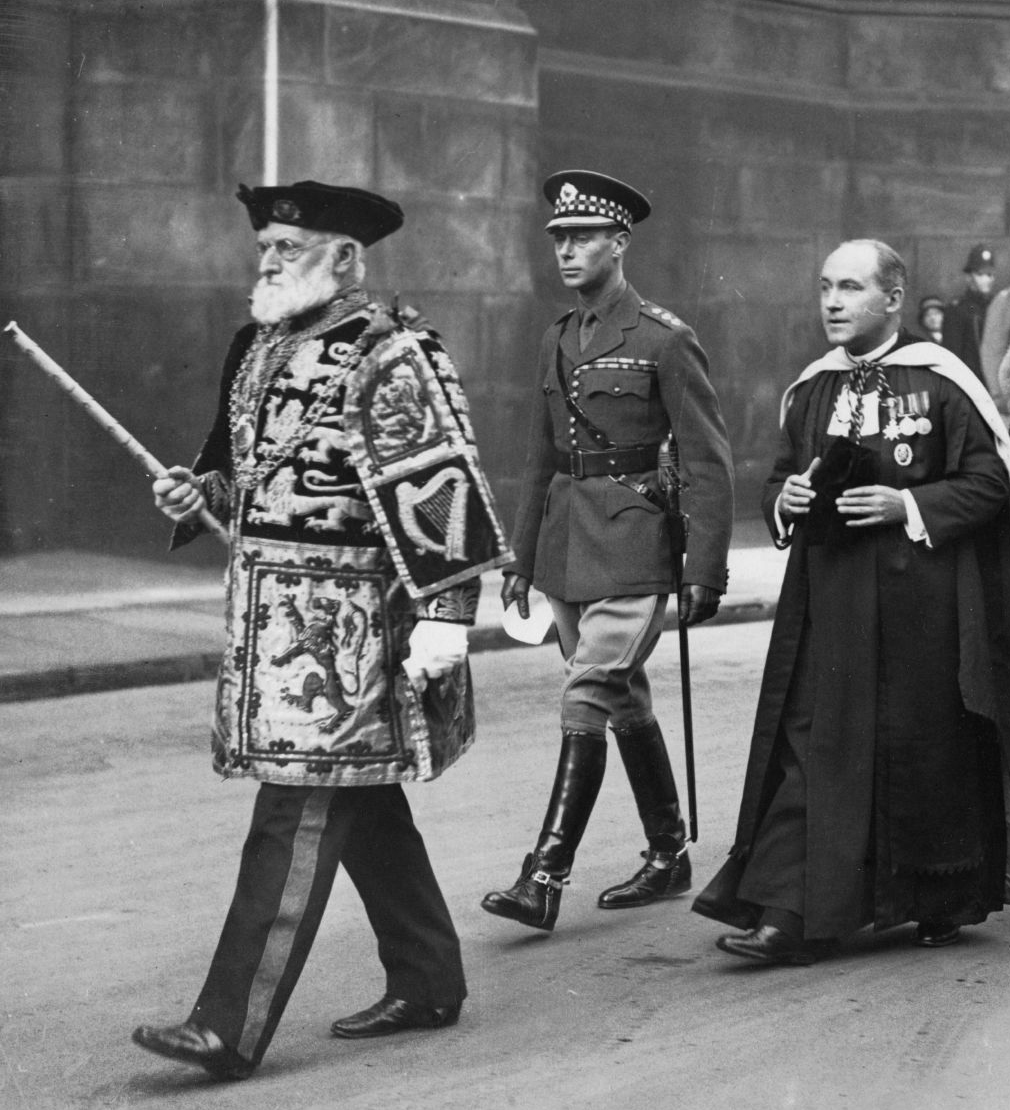
Sir Francis Grant, Lord Lyon, towarzyszy Edwardowi, księciu Yorku (1933 r.)

Herb Lord Lyon

The Court of Lord Lyon pot. Lyon Court  (ang. Trybunał Lorda Lwa)  –  urząd królewskiej heroldii Szkocji;
Na jego czele stoi Lord Lyon King of Arms (ang. Lord Lew król herbowy), Wielki Herold Szkocji. Lord Lyon pełni również funkcję herolda Orderu Ostu, najwyższego orderu Szkocji.
Urząd zajmuje się rejestracją nowych herbów, godeł, tartanów i flag
osób fizycznych i prawnych, przestrzeganie prawidłowego używania i przedstawiania istniejących, i nadzorowaniem ceremoniału uroczystości oficjalnych.
Działanie Lyon Court oraz szkockich heroldów regulowane było przez kolejne statuty wydane w latach 1592, 1669, 1672 i 1867, ten ostatni nadał im wszystkim status urzędników królewskich. Przed wydaniem statutu z 1867 r. oprócz króla herbowego powoływano 6 heroldów i 6 persewantów, od wydania tego aktu ich liczbę ograniczono do trzech w każdej z tych grup, pozwalając jednak na powoływanie w razie potrzeby ekstraordynaryjnych heroldów (obecnie dwóch) i persewantów (obecnie trzech). Wszyscy łącznie nazywani są Officers of Arms. W systemie szkockim heroldzi (poza królem herbowym) nie uczestniczą bezpośrednio w działaniu heroldii (Lyon Court), mają jednak prawo audiencji przed królem herbowym (co pozwala im reprezentować swoich klientów), przewodniczą wyborom wodzów klanów i pełnią funkcje reprezentacyjne. Wśród urzędników heroldii (Officers of the Lyon Court), po Lordzie Lyonie drugą rangę ma Lyon Clerk and Keeper of the Records (ang. Lwi Urzędnik i Kustosz Archiwów), także mianowany przez Koronę. Każdy wniosek o nadanie lub potwierdzenie herbu musi być złożony za jego pośrednictwem. Do urzędników statutowych należą też malarz heraldyczny, prokurator z prawem samodzielnego nakładania kar pieniężnych (Procurator-Fiscal) oraz Lyon Macer. Obowiązki tego ostatniego zbliżone są do woźnego sądowego i pedela: wzywa przed trybunał Lorda Lwa, dostarcza inne pisma procesowe, a kiedy Lord Lyon wykonuje władzę sądowniczą lub idzie w pochodzie, towarzyszy mu trzymając berło.
W 2022 królem herbowym Szkocji jest dr Joseph John Morrow
Pozostali heroldzi (Officers of Arms):
- Marchmont Herald: Adam Bruce
- Islay Herald: Yvonne Holton
- Rothesay Herald: Liam Devlin
- Angus Herald Extraordinary: Robin O. Blair
- Albany Herald Extraordinary: Crispin Agnew of Lochnaw Bart.
- Carrick Pursuivant: George Way of Plean
- Ormond Pursuivant: John Stirling
- Unicorn Pursuivant: Roderick Alexander Macpherson
- Linlithgow Pursuivant Extraordinary: Professor Gillian Black
- Falkland Pursuivant Extraordinary: Colin Caldwell Russell
- March Pursuivant Extraordinary: Philip Tibbetts

Pozostali urzędnicy heroldii (Officers of the Lyon Court):
- Lyon Clerk and Keeper of the Records: Russell Hunter
- Herald Painter: Clare McCrory
- Procurator-Fiscal: Alexander Green
- Lyon Macer: David Walker
- Office Manager: Jacqueline Higginson
- Ceremonial & Development Officer: Fiona Mackay
- Honorary Vexillologist: Philip Tibbetts
- Honorary photographer: Edward Mallinson